# Selektywna redukcja niekatalityczna
Selektywna redukcja niekatalityczna (SNCR, z ang. selective non-catalytic reduction) – selektywna niekatalityczna redukcja tlenków azotu (NOx).

## Przebieg procesu
Reagent przed wstrzyknięciem do komory spalania jest wcześniej odpowiednio przygotowany w module mieszającym i mierzącym. Moduł ten zawiera wszystkie niezbędne urządzenie pomiarowe i sterujące służące do kontroli przepływu i ciśnienia reagenta, powietrza rozpylającego i wody rozcieńczającej oraz odpowiedzialny jest za przygotowanie odpowiedniej mieszanki, która zostanie podana do kotła. Rozcieńczony reagent wraz ze sprężonym powietrzem do atomizacji podawany jest do wtryskiwaczy poprzez układ zaworów odcinających. Wtrysk roztworu mocznika do komory spalania następuje w rejonie, gdzie występują optymalne temperatury mieszczące się w zakresie 850 °C do 1100 °C. Ciśnienie wody rozcieńczającej i powietrza sprężonego do atomizacji zależy od wymaganej głębokości penetracji gazów spalinowych przez krople czynnika i w większości przypadków zawiera się w przedziale 0,35 do 0,40 MPa na wlocie do wtryskiwacza. Przepływ powietrza zmienia się w zakresie 10–25% (wagowo) przepływu cieczy. Do rozcieńczania środka aktywnego wykorzystywana jest woda zdemineralizowana, której stałe ciśnienie zapewnia pompa zainstalowana w module.

## Reagenty
W procesie SNCR stosuje się zarówno amoniak, jak i mocznik. Jednak ten drugi jest praktyczniejszy ze względu na stosunkowo niewymagające warunki magazynowania i transportu w przeciwieństwie do amoniaku. Jedynym producentem AdBlue w Polsce (pod nazwą handlową NOXy™), wykorzystywanego w procesie SNCR, są Grupa Azoty Zakłady Azotowe „Puławy” S.A.

## Elementy instalacji SNCR
Instalacja SNCR składa się z:
- stacji wyładowczej,
- zbiornika na reduktor,
- modułu mieszającego i pomiarowego,
- pomp cyrkulacyjnych czynnika aktywnego,
- pompy do wody rozcieńczającej (opcjonalnie),
- lanc wtryskiwaczy z podwójnymi dyszami,
- armatury do regulacji i kontroli wykorzystanych cieczy,
- rurociągów dla substancji aktywnej, sprężonego powietrza i wody,
- sterowników do kontrolowania instalacji,
- akustycznego miernika temperatury (opcjonalnie)[4].

## Korzyści z wykorzystania SNCR
Metoda ta jest tańsza od metody katalitycznej, ponieważ koszt zużycia reagenta jest zdecydowanie mniejszy od kosztów wymiany katalizatora, dodatkowo, koszty inwestycyjne są również zdecydowanie niższe. Ponadto ogranicza ilość emisji tlenków azotu w miejscach ich generowania, osiągając skuteczność redukcji (NOx) ze spalin na poziomie 40-70%.